# 星吉
星吉（せいきつ、1296年 - 1352年）は、大元ウルスに仕えたタングート人。字は吉甫。『大明一統志』など後世の編纂物では桑節とも表記される。

## 概要
星吉の曽祖父は朶吉、祖父は搠思吉朶而只、父は搠思吉という名で、この家系はチンギス・カン、モンケ・カアン、クビライ・カアンといった代々のモンゴル皇帝に仕えてケレメチ（通訳）を務めていた。
星吉は幼いころよりアユルバルワダ（後の仁宗ブヤント・カアン）に仕え、至治年間 （1320年代初め）に中尚監、ついで右侍儀・兼修起居注とされた。その後、監察御史、宣政院使、江南行御史台御史大夫を歴任している。
湖広地方に赴任したころ、威順王コンチェク・ブカが猟に出ることで民の負担になることが問題となっていた。これを改めるべく星吉は王に謁見しようとしたが、王は中門（正門）を閉ざして西側から入れさせようとした。そこで星吉は「我は天子の命を受けて来たものであって、王の私臣ではない。どうして正門から入ることができないのか」と述べ、これを聞いた王は星吉を正門より招き入れ、星吉の諫言を聞いて振る舞いを改めたとの逸話が伝えられている。
1351年（至正11年）、汝州・潁州において紅巾の乱が勃発した。これを受けて朝廷では鄭万戸が起用され、星吉はその下で徴兵・城壁の修繕・警邏などを行った。ある時、賊が2千名の配下を率いて投降を申し出てきたが、星吉は偽りの投降であると見抜き、10名を捕らえて命令を待った。しかし、この時星吉は大司農に任命されることになって召喚されてしまい、かねてから星吉に嫉妬していた同僚が無実の罪で鄭万戸を訴え、賊を釈放してしまった。このために賊の攻撃を受けて武昌城は陥落してしまい、武昌の住民は「大夫（星吉）がこの地を去らなければ、このように俘囚となることはなかったのに」と泣きながらに語ったという。
その後、江西行省平章政事に任命されて江東に向かい、江州を守ることになったが、青陽を拠点とする賊によって江州は既に陥落してしまっていた。この方面の官軍は300名ほどなのに対し、賊は100万と喧伝していたため、官軍はみな逃れ去ろうとしていた。しかし星吉は「賊を畏れて逃れるは、勇あらざるなり。座して攻められるを待つは、智あらざるなり」と語り、富豪から銭を借り兵を募ろうとした。星吉は3千名を募ることに成功し、白馬湾で賊軍を破った。一連の戦闘で星吉は賊軍の首魁の周驢を捕らえ、船6艘を奪取し、池州を奪還する功績をあげた。
賊が再び攻めてくると配下の王惟恭に当たらせ、自らは小舟を用いて敵軍の腹背を付き再び勝利を収めた。しかし、直後に川の上流で数十倍の敵艦隊が健在であるとの報告があり、諸将は顔色を失ったが、星吉は「この強風では船はすぐに泊まれない」と述べ、伏兵を置いて敵艦隊の到着を待った。はたして予想通り強風を受けて小回りの利かない敵艦隊を星吉は急襲し、激戦の末にこれを破ることに成功した。また、これと並行して安慶路も包囲を受けていたが、星吉の大勝利を聞いて撤退し、勝勢に乗じて湖口などが奪還された。さらに、王惟恭に命じて小孤山に柵を築いて守らせ、自らは鄱陽口を拠点として江州湖口一帯の回復を図った。
このころ、湖広地方は既に反乱軍に占拠され、江西も攻撃を受け、淮浙地方は旧来のままであるが援助がなく、日に日に糧食が減り追い詰められた状況にあった。ある者が東南方面は食料が充実しているため、一度江西を離れて再起を図ってはどうかと勧めたが、星吉は「我は江西を守るよう命を受けているのであって、必ずこの地と生死を共にする」と述べて拒絶したという。その後、賊が大船4艘とともに攻めよせ、激戦が繰り広げられて星吉の従子の伯不華らも含む多くの者が戦死した。乱戦のさなか、星吉は敵の放った矢に当たったことで捕らえられた。星吉の名声を知っていた反乱軍は治療をほどこし助けようとしたが、星吉は食事を七日間拒んだ末に、北面に礼拝し絶命したという。
星吉は軍中にあって将士と苦楽を共にし、星吉の忠義に感銘を受け慕う者が多かったために、しばしば少数で以て大軍を破ることができたのだと評されている。